# Csorgó
Csorgó (románul: Ciurgău) falu Maros megyében, Erdélyben. Közigazgatásilag Marosludashoz tartozik.

## Fekvése
A Maros jobb partján fekszik, a Marosludas és Kutyfalva közti dombon, Marosludastól 2 km-re északkeletre.